# Euphrasia tarokoana
Euphrasia tarokoana är en snyltrotsväxtart som beskrevs av Jisaburo Ohwi. Euphrasia tarokoana ingår i släktet ögontröster, och familjen snyltrotsväxter. Inga underarter finns listade i Catalogue of Life.